# Youbit
Youbit是一家位於韓國的從事比特幣交易的平台的公司。
2017年4月，Youbit受到黑客攻擊，近4,000個比特幣被盜。同年12月，Youbit再受到黑客攻擊，損失了該平台總資產的17%，其客戶的虛擬貨幣價格需要打七五折，並停止交易及將會申請破產。

## 外部連結
- yobit.net